# Фейерабенд, Евгений Витальевич
Евгений Витальевич Фейерабенд (19 октября 1926, Шатрово, Уральская область — 14 марта 1981, Свердловск) — советский детский поэт, член Союза писателей СССР (1958).

## Биография
Евгений Витальевич Фейерабенд родился 19 октября 1926 года в семье топографа в селе Шатрово Шатровского сельсовета Шатровского района Тюменского округа Уральской области, ныне село — административный центр Шатровского муниципального округа Курганской области.
Детство провёл в Тюмени, в 1934 году заболел полиомиелитом. Родителям пришлось увезти Женю на лечение из Тюмени в Свердловск.
10 ноября 1934 года поместили в детский туберкулёзный санаторий, который в то время располагался на так называемых «агафуровских дачах». Летом 1936 года во время игры с другом упал с кровати и началось обострение болезни: отказал позвоночник и парализовало ноги. Восемь лет мальчик провел в санатории, в гипсовой форме-кровати. Перед войной родители забрали мальчика домой, в ветхий деревянный домик на заводской окраине Свердловска (район ВИЗ).
В 1947 году заочно окончил среднюю школу.
Заочно учился на филологическом факультете Уральском государственном университете имени А. М. Горького (окончил три курса), увлекался живописью и поэзией.
В 1949 году полгода провёл в Сысертском костно-туберкулезном санатории (посёлок Луч Свердловской области).
Член Союза писателей СССР с 1958 года.
В 1964 году вместе с мамой из разрушающейся уже избушки переехал в новую квартиру — благодаря хлопотам друзей и, в первую очередь, Елены Евгеньевны Хоринской.
Евгений Витальевич Фейерабенд умер 14 марта 1981 года в городе Свердловске Свердловской области, ныне город Екатеринбург — административный центр той же области. Похоронен на Широкореченском кладбище Верх-Исетского района города Екатеринбурга.

## Творчество
Первое стихотворение сочинил в 7 лет, когда еще был здоров и жил с родителями в Тюменской области. В санатории Женя начал записывать свои стихи. Одно из них в 1938 году опубликовал журнал «Костёр».
Публиковался в журналах «Пионер», «Мурзилка», «Крестьянка», «Огонёк», «Сибирские огни», «Урал», «Уральский следопыт»; в газетах «Пионерская правда», «Всходы коммуны», «Уральский рабочий», «На смену!», в альманахах «Урал. современник», «Боевые ребята» и др.
Виктор Петрович Астафьев назвал его судьбу «исключительной по несчастью и величию». Стихотворение Фейерабенда «Муравей» Астафьев считал одним из лучших в русской поэзии XX века и включил его в свою антологию.
Книги:
- «Источник вдохновения». — Свердловск, 1954
- «Удивлялись кряквы». — Свердловское книжное издательство, 1959
- «Чудесный клад». — Москва, издательство «Детгиз», 1962
- «Стихи на сердце пробуют». — Свердловск, 1963
- «Зеница ока». — Свердловск, 1964, 1974
- «Ласточкина хатка». — Москва, издательство «Малыш», 1965
- «Зимородок». — Свердловское книжное издательство, 1966
- «Жук-усач». — Свердловское книжное издательство, 1966
- «Морской извозчик». — Москва, издательство «Детская литература», 1966
- «Белый медвежонок». — Пермское книжное издательство, 1967
- «Луч». — Москва, издательство «Молодая гвардия», 1968
- «Грибной дождь». — Москва, издательство «Детская литература», 1970
- «Доброе окно». — Свердловск, Средне-Уральское книжное издательство, 1972
- «Птичья стая». — Пермское книжное издательство, 1973
- «Будильник». — Свердловск, Средне-Уральское книжное издательство, 1975
- «Избранное». — Свердловск, 1976
- «Непоседы». — Москва, 1977
- «И каких диковин нету!». — Свердловск, Средне-Уральское книжное издательство, 1979
- «Пронзая сердце радостью и болью». — Свердловск, Средне-Уральское книжное издательство, 1981
- «Горицвет». — Москва, 1982[5]

## Награды
- Юбилейная медаль «За доблестный труд. В ознаменование 100-летия со дня рождения Владимира Ильича Ленина», 1970 год
- Почётная грамота Президиума Верховного Совета РСФСР, 1976 год, за активную литературную и общественную деятельность
- Диплом Всероссийского конкурса на лучшее художественное произведение для детей, 1977 год

## Семья
- Отец — Виталий Фейерабенд, топограф, ум. 1942 или 1943 году.
- Мать — Матрёна Ивановна.